# HD 3787
HD3787 — хімічно пекулярна зоря спектрального класу A3, що має видиму зоряну величину в
смузі V приблизно 10.0.
Вона  розташована на відстані близько 1124.7 світлових років від Сонця.